# خدمة خرائط الويب (برتوكول)
خدمة خرائط الويب (بالإنجليزية: Web Map Service : WMS)‏
هي برتوكول معياري طوره
التحالف OGS في 1999 لتوفير عبر إنترنت صور خرائط معززة بإحداثيات.
هذه الصور تنتجها خوادم من قواعد بيانات نظام المعلومات الجغرافية (بالإنجليزية: Geographic Information System : GIS)‏.